# Cydnus brevicrassus
Espèce
Cydnus brevicrassus est une espèce fossile d'insectes hétéroptères (les punaises) de la famille des Cydnidae et du genre Cydnus.

## Classification
L'espèce Cydnus brevicrassus est décrite en 1891 par le paléontologue allemand Bruno Förster (1852-1924),. 

### Ajout fossiles allemands
En 1937 le paléontologue français Nicolas Théobald (1903-1981) ajoute des fossiles allemands de Kleinkembs en Bade-Wurtemberg, et en fait une nouvelle description.

### Fossiles
Selon Paleobiology Database en 2023, deux collections de fossiles sont référencées, toutes du Rupélien ou Oligocène inférieur, une en France de Brunnstatt, décrite en 1891 par Bruno Förster et la dernière en Allemagne, décrite en 1937 par Nicolas Théobald,.

### Étymologie
L'épithète spécifique brevicrassus signifie en latin « court et épais ».

## Description

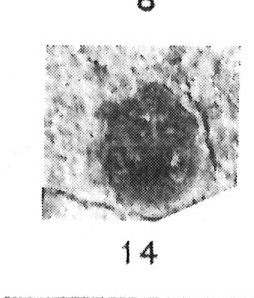
Cydnus brevicrassus Förster 1937 N. Théobald éch.R901 x1 p. 250 Pl. III Insectes du Sannoisien de Kleinkembs.

### Caractères
La diagnose de Nicolas Théobald en 1937, : Origine : Brunnstatt, Kleinkembs. 

« Couleur noir brunâtre. Tête subrectangualire, lobes latéraux aussi longs que le lobe central et couverts de ponctuations ; yeux latéraux de forme arrondie. Prothorax fortement rétréci à l'avant, où il est échancré pour recevoir la tête ; bords latéraux convexes ; bord postérieur bombé vers l'arrière ; on voit les hanches I et, entre les deux, la trompe qui s'étend jusqu'entre les hanches II ; scutellum non visible sur notre échantillon, mais sur celui de Brunnstatt, il est équilatéral. Abdomen montre cinq segments bien visibles ; orifice cloaqual à l'arrière. Élytre avec corie nette et ornée de ponctuations noires comme le thorax. ».

### Dimensions
La longueur totale du corps est de 3,8 mm.

### Affinités
« L'attribution au g. Cydnus reste douteuse. Trois échantillons de Kleinkembs : ( R901 + 988, 904+986,754, ?), un échantillon de Brunnstatt. ».

## Biologie
« Le g. Cydnus est cosmopolite. ».

## Galerie
- Cydnus aterrimus - différentes vues.

### Publication originale
- [1891] Bruno Förster, « Die Insekten der "Plattigen Steinmergels" von Brunstatt », Abhandlungen zur Geologischen Specialkarte von Elsass-Lothringen, vol. Band 3, no 1,‎ 1891, p. 335-593.